# Parafia Najświętszej Maryi Panny Królowej Polski w Nakle nad Notecią
 Parafia NMP Królowej Polski w Nakle nad Notecią – parafia rzymskokatolicka należąca do dekanatu Nakło w diecezji bydgoskiej.
Do parafii należy północno-zachodnia część Nakła nad Notecią oraz Chrząstowo, Chrząstowo-Wybudowanie, Karnowo, Karnowo-Wybudowanie, Karnówko, Kozia Góra Krajeńska i Nowakówko.

## Historia
Potrzeba powstania trzeciej parafii i nowego kościoła dla lokalnej społeczności sięga już lat 80. ubiegłego stulecia. Jednak jej realizacja nastąpiła dopiero 1 lipca 1996 roku, kiedy dekretem erekcyjnym abp Henryk Muszyński Metropolita Gnieźnieński powołał do istnienia parafię pw. NMP Królowej Polski w Nakle nad Notecią. Kaplicę wyposażono w ołtarz główny z obrazem Matki Bożej patronki parafii, który został przywieziony z Jasnej Góry. Tabernakulum i korony, które zdobią kaplicę z wizerunkiem Czarnej Madonny zostały ufundowane przez parafian.
Pierwszym proboszczem został ks. Andrzej Rumocki. 15 sierpnia 1996 roku w Uroczystość Wniebowzięcia NMP została sprawowana pierwsza msza św. polowa na wydzierżawionym terenie przy ul. Mroteckiej i postawiony krzyż misyjny. W czasie trzech miesięcy wybudowano kaplicę, która 11 grudnia 1996 roku została poświęcona przez abp. Henryka Muszyńskiego.
Kaplicę wyposażono w ołtarz główny z obrazem Matki Bożej Patronki Parafii, przywieziony z Jasnej Góry. Tabernakulum i korony, które zdobią kaplicę z wizerunkiem Czarnej Madonny zostały ufundowane przez  Parafian. Z darowizn pochodzą również dwa ołtarze boczne, w których znajdują się wizerunek Pana Jezusa Miłosiernego i patrona metropolii gnieźnieńskiej  Św. Wojciecha. W końcu zamontowano ławki oraz konfesjonały, na ścianach zawieszono wykonane z drewna stacje drogi krzyżowej, która to jest dziełem Władysława Gębiaka z Wapna.
Kaplica została wybudowana na terenie dzierżawionym od jednego z mieszkańców Nakła. Dzięki wielkiej życzliwości i pomocy zarówno właściciela gruntu, jak i miejscowej władzy, w latach 1998–2000 uregulowano stronę prawną działki nabywając ją na własność parafii.
Następnie w latach 2000–2001 poczyniono starania w Urzędzie Marszałkowskim z siedzibą w Toruniu o wyłączenie i zwolnienie parafii z opłat pod budowę nowego kościoła. Przed kaplicą wystawiono figurę Matki Bożej Niepokalanej, która została poświęcona 7 października 2000 roku, w dzień NMP Różańcowej, jako wotum wdzięczności Panu Bogu za parafię.
W roku 2002 sporządzono kilka koncepcji kształtu nowego kościoła. Po zapoznaniu się z nimi przez władzę kościelną, zdecydowano się na realizację jednego z nich. Dokumentację techniczną przyszłego kościoła wykonywano w latach 2002–2003. Autorami projektu nowego kościoła są mgr inż. arch. Adam Popielewski i inż. arch. Tomasz Czajkowski z Bydgoszczy. W końcu w 2003 roku uzyskano pozwolenie na budowę nowej świątyni.
W 2004 roku decyzją Ojca Św. Jana Pawła II została utworzona nowa diecezja bydgoska, a  wraz z tym wydarzeniem rozpoczęła się budowa nowej świątyni. 3 maja 2006 roku bp ordynariusz nowej Diecezji Bydgoskiej Jan Tyrawa dokonał poświęcenia i wmurowania kamienia węgielnego w ścianę budowanego kościoła. W 2012 roku kościół został wybudowany w stanie surowym zamkniętym. Przez ostatnie lata trwały intensywne prace wykończeniowe we wnętrzu nowego kościoła. Przeniesiono ławki oraz przygotowano ołtarz główny i nawę boczną na zawieszenie obrazu Matki Bożej patronki parafii, oraz obrazu Jezusa Miłosiernego, na bocznej ścianie na postumencie ustawiono figurę Matki Bożej Fatimskiej we wnętrzu kościoła zawieszono drogę krzyżową. Uroczyste poświęcenie i oddanie kościoła do użytku nastąpiło 3 maja 2017 roku w uroczystość NMP Królowej Polski, którego dokonał bp Jan Tyrawa.
Proboszczowie.
1996 – nadal ks. kan. Andrzej Rumocki
Wikariusze.
1997–2000. ks. Andrzej Kalita
2000–2004. ks. Adam Andrzejczak
2004–2006. ks. Waldemar Ćwik
2006–2013. ks. Jacek Salwa
2013–2014. ks. Daniel Nejman
2014–2019. ks. Karol Rawicz-Kostro                                                                                                                                                         
2019 – nadal ks. Bartosz Marut